# Renato Mismetti
Renato Mismetti (Cajuru 1960) é um barítono brasileiro de projeção internacional.

## Biografia
Após sua habilitação como psicólogo, cantor e educador musical, Mismetti dirigiu-se à Alemanha para aperfeiçoamento e lá vive desde 1991. Sua atuação no palco é abrangente: como cantor de concerto, de ópera, recitante e ator, porém a ênfase de seu trabalho está na interpretação da canção de arte.

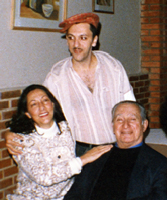
Edmar Ferretti, Renato Mismetti, Camargo Guarnieri.

O interesse de Mismetti pelo trabalho junto a compositores se manifestou bem cedo, desde seu período de estudo universitário, quando preparou canções de Camargo Guarnieri diretamente com o compositor, o qual mais tarde assistiu à atuação do barítono no papel-título de sua ópera Pedro Malazarte, qualificando sua interpretação como brilhante e expressando ser Renato Mismetti o melhor Malazarte que já tinha visto.
Renato Mismetti desenvolve intenso trabalho para divulgação da música brasileira no exterior e por isso tem sido chamado freqüentemente pela imprensa de “embaixador da cultura brasileira”. Foi qualificado pela revista New Yorker Music Review como “one of the supreme interpreters of Brazilian art song”. Junto ao pianista Maximiliano de Brito, Renato Mismetti tem se apresentado nas mais renomadas salas de concerto da Europa, tais como Musikhalle Hamburgo, Konzerthaus am Gendarmenmarkt Berlim, Staatsoper Berlim, Cuvilliés-Theater Munique, Gewandhaus zu Leipzig, Alte Oper Frankfurt, Wiener Konzerthaus Viena, Schloßtheater Schönbrunn Viena, Salle Gaveau Paris, St. John’s Smith Square Londres, além do Teatro Amazonas Manaus, do Theatro da Paz Belém, até o Weill Recital Hall at Carnegie Hall New York. Os dois artistas têm dado Master classes de interpretação de Lieder, com ênfase no Lied alemão e na Canção de Arte Brasileira.

Em 2001, numa carta pública, o prefeito de Berlim, Klaus Wowereit, apresentou publicamente aos dois músicos brasileiros as boas vindas, por ocasião de um recital na Konzerthaus de Berlim. Em 2004, o prefeito de Bremen, Henning Scherf, repete o ato, por ocasião do concerto Amazônia Deslendada no Palácio da Câmara de Bremen. Na Wikipédia alemã, Renato Mismetti está relacionado na Lista de cantores famosos de Música Clássica. 

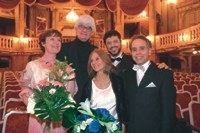
Violeta Dinescu, Marlos Nobre, Kilza Setti, Renato Mismetti, Maximiliano de Brito - Teatro do Castelo Schönbrunn, Viena.

Vários compositores de renome, como Marlos Nobre, Jorge Antunes, Almeida Prado, Edino Krieger, Kilza Setti, Ronaldo Miranda, Osvaldo Lacerda, Gilberto Mendes, Ricardo Tacuchian, Violeta Dinescu, Gloria Coates, Siegrid Ernst und Jens Joneleit têm dedicado obras que compuseram especialmente para este Duo Brasileiro, que as apresentou em primeira audição mundial em importantes teatros históricos, como o Markgräfliches Opernhaus de Bayreuth e o Schloßtheater Neues Palais de Potsdam.
Paralelamente à sua atividade como concertista, desde 2003 Renato Mismetti é diretor artístico da Fundação Apollon, para apoio das artes, tendo desenvolvido projetos ambiciosos como Poesie&Musik – Brasilianische Klänge e poesiebewegt, em cooperação com o sistema de transporte público de Bremen, Alemanha. Através do intenso trabalho de intercâmbio cultural realizado por Mismetti, a Fundação Apollon tornou-se membro associado do CIM (Conselho Internacional de Música) da UNESCO.